# SRTM
SRTM (z angl. Shuttle Radar Topography Mission) je mezinárodní výzkumný program, zastřešený NGA a NASA, jehož cílem je získat údaje nadmořských výšek k vytvoření nejkompletnější digitální topografické databáze ve vysokém rozlišení.
Mise SRTM sestávala ze speciálně upravených radarových systémů, jež byly na palubě raketoplánu Endeavour během 11denní mise STS-99 v únoru 2000. Měřící zařízení se skládalo ze dvou antén, jedné umístěné v nákladovém prostoru raketoplánu a druhé umístěné na 60m dlouhém stožáru vztyčeném do volného prostoru z nákladního prostoru.
Technika měření je známa jako interferometrická SAR (Synthetic Aperture Radar).